# Julius Maternus
Ne doit pas être confondu avec Julius Firmicus Maternus.
Julius Martinus est un voyageur et commerçant romain du premier ou du début du IIe siècle après J-C.

## Biographie
Vers 90 apr. J.-C., il voyage de Leptis Magna aux Garamantes. Selon Marinos de Tyr, il voyage ensuite quatre mois avec le roi des Garamantes jusqu'à une terre appelée Agisymba où il voit de nombreux rhinocéros. Comme ils ne vivaient pas en Afrique du Nord à l'époque, il est supposé qu'il ait pu atteindre une zone autour du nord du lac Tchad. Pour André Berthelot, il est vraisemblable qu'il ait atteint l'actuel Nigeria.